# 空知交通
座標: 北緯43度31分0.63秒 東経142度11分6.65秒 / 北緯43.5168417度 東経142.1851806度
空知交通（そらちこうつう）は、北海道芦別市を本社とするバス・タクシー会社。本社所在地は、北海道芦別市北1条西1丁目2-6。

## 概要
- 元来、芦別市のタクシー会社だったが、2008年4月から北海道中央バスの芦別市内線撤退に伴い乗合自動車営業を継承し、営業開始した。
- 社団法人日本バス協会の会員にはなっていない。
- 事務所は、芦別ハイヤーに併設されている。

## 路線バス
愛称は「キラキラバス」
路線情報は、2020年10月現在
本町循環線
- 芦別駅前 - 北洋銀行[4] - 芦別市役所 - 市立病院 - 芦別市役所 - 芦別中学校 - 東あけぼの - すみれ団地 - 勤労者体育センター - 本町地区生活館 - 芦別駅前

上芦別線
- 北海道中央バス 旧･上芦別線の継承路線。

- 国道経由
  - 芦別駅前 - 北洋銀行[4] - 南1条東1丁目 - フードD芦別店 - 木工団地 - 草笛町 - 上芦別小学校 - 上芦別駅前 - さつき団地
- 市立病院経由
  - 芦別駅前 - 北洋銀行[4] - 市立病院 - フードD芦別店 - 木工団地 - 草笛町 - 上芦別小学校 - 上芦別駅前 - さつき団地

頼城線
- 北海道中央バス 旧･頼城線(啓南経由)の継承路線。

※ 西芦6丁目 - 頼城間　フリー乗降区間。
- 国道経由
  - 芦別駅前 - 北洋銀行[4] - 南1条東1丁目 - フードD芦別店 - 木工団地 - 草笛町 - 工業団地 - 西芦6丁目 - 頼城
- 市立病院経由
  - 芦別駅前 - 北洋銀行[4] - 市立病院 - フードD芦別店 - 木工団地 - 草笛町 - 工業団地 - 西芦6丁目 - 頼城

芦別温泉線
- 北海道中央バス 旧･芦別温泉線の継承路線。

※ 中野記念病院 - 芦別温泉間　フリー乗降区間

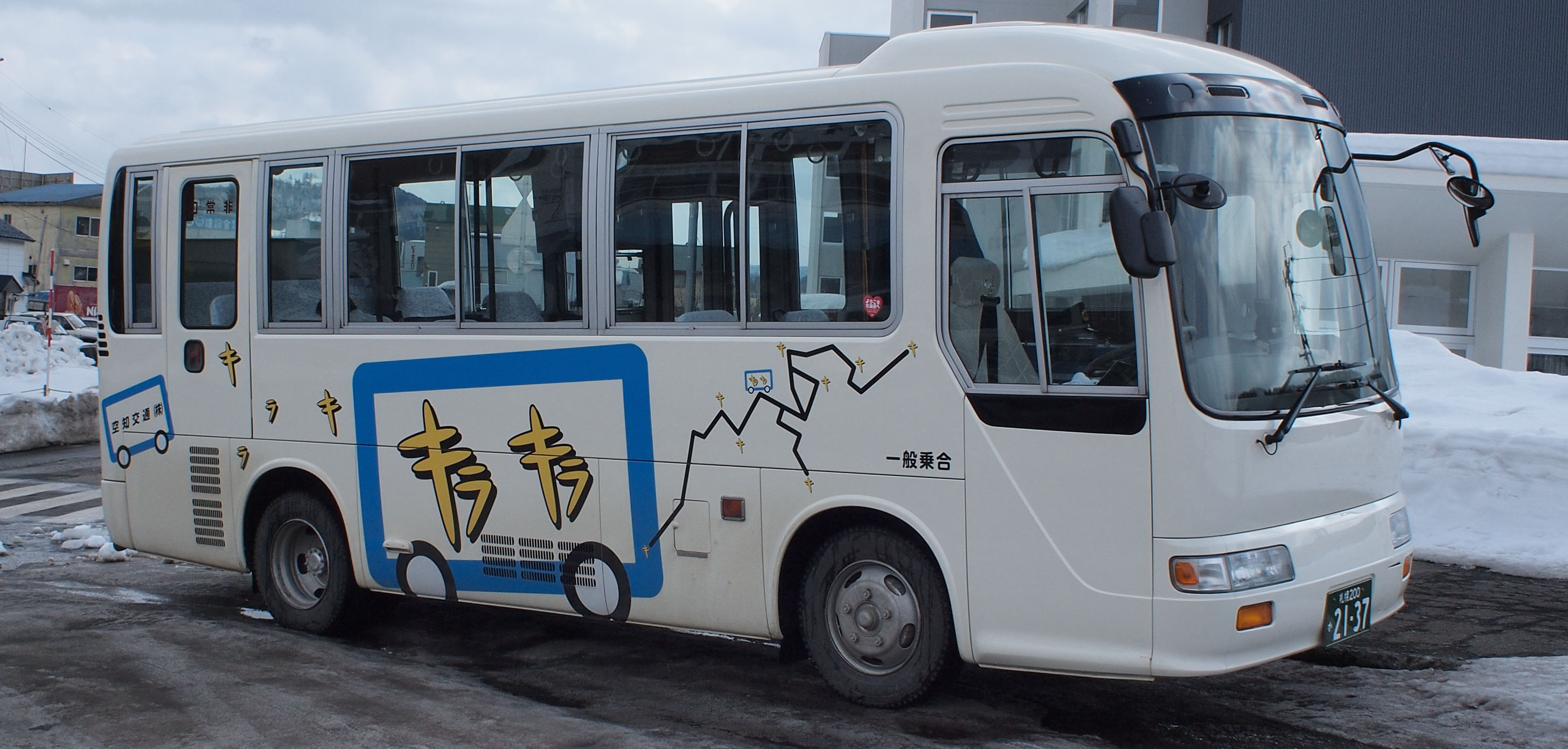
キラキラバス車両（2010年3月）

- 芦別駅前 - 北洋銀行 - 芦別市役所 - 市立病院 - 国設芦別スキー場 - 中野記念病院 - 旭 - 油谷 - 芦別温泉

## 芦別ハイヤー
- 「芦別ハイヤー」とは、一般乗用旅客自動車運送事業者である空知交通株式会社、共立タクシー有限会社2社のタクシー事業の愛称である。

- 北海道ハイヤー協会[7]サイトの検索情報によると、2017年3月7日現在、芦別営業圏（芦別市・赤平市・歌志内市・上砂川町）を営業範囲とする　林商販株式会社（小型車5台）と共立タクシー（特大車3台･小型車30台）により運営されている模様。

- 北海道ハイヤー協会のタクシーチケット取扱情報によると、2017年3月7日現在「芦別地区ハイヤー協会」は、芦別ハイヤーが窓口になっている。

- 休廃止されたハイヤー営業所
  - 上芦別ハイヤー営業所 - 芦別市上芦別町517-7[8]
  - 西芦別ハイヤー営業所[9] - 芦別市西芦別町1（三井芦別鉄道三井芦別駅前通沿い）

## 運輸業以外の関連事業
- 保険部 - 損害保険代理店[10]
- ガソリンスタンド - アポロステーション芦別SS林商事有限会社[11]
- 自動車整備事業 - 空知交通整備工場「空知自工」[12]

## その他
- 路線バス事業継承の際に北海道中央バスより停留所を譲り受けている。
- 昭和42年3月に撮影された芦別駅前の写真によると、同社事務所に「空知交通観光バス」の看板が掲げられていることが記録されている[13]。なお、市内乗合バス事業継承による「キラキラバス」営業開始時、同社は乗合・貸切バスの営業は行っていなかった。